# Carat (Gempol)
Carat is een bestuurslaag in het regentschap Pasuruan van de provincie Oost-Java, Indonesië. Carat telt 5893 inwoners (volkstelling 2010).